# فوج المغاوير
فوج المغاوير هو نخبة مشاة خفيفة ويعتبر أول فوج قوات خاصة في القوات المسلحة اللبنانية. تأسس في 1966، ويعتبر عضو في قيادة العمليات الخاصة اللبنانية، وهو أكبر الوحدات اللبنانية الخاصة، يطلق على الفرد المنفرد من الفوج مَغْوَار.

## التاريخ
تأسس الفوج في أكتوبر 1966 بتعليمات من القائد الأعلى للجنرال إميل بستاني،  وخلال الحرب الأهلية اللبنانية، تم تقسيم الفوج بين مختلف الأوامر المنقسمة، ونتيجة لأحد الانقسامات تأسس فوج التخريب المضاد أو المكافحة.

## المهام الرئيسية
القيام بعمليات متخصصة مثل الاستطلاع والحرب غير التقليدية والحرب الحضرية والبحث والإنقاذ القتالي ومكافحة الإرهاب. بالإضافة إلى ذلك يتم تكليف الفوج بالحفاظ على الأمن الداخلي.

## الزي والشارات

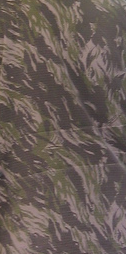
كوماندوز فوج Tigerstripe نمط

الزي الرسمي هو نمط رقمي مماثل لـ MARPAT وودلاند. يستخدم الفوج أيضًا نمط Tigerstripe من اللون الأخضر الداكن الفاتح الفاتح والبني الفاتح والأزرق الداكن، بالإضافة إلى أشكال التمويه Woodland Camouflage. تم استخدام أحذية الصحراء حديثًا من قبل الفوج. قبل عام 2008، كان الحذاء الرسمي بلون بني. البيريه هو bordeaux bereaux، حيث أن جميع وحدات "Maghaweer" في القوات المسلحة اللبنانية، مع شارة الفوج وشعار LAF المعدني.

## الاختيار والتدريب

### الدورة السنوية للجنود الجدد
يتكون البرنامج التدريبي السنوي للجنود الجدد في الفوج من ثلاث مراحل:

#### التدريب التكتيكي
تستمر هذه المرحلة لمدة ثمانية أشهر، وتشمل جميع مستويات الدورات القتالية، بدءًا من التدريب الخاص للقتال الفردي، تليها التدريب على العمليات داخل فرقة، وحتى مستوى فصيلة، وفي نهاية المطاف على مستوى الشركة وفرع تكتيكي مستوى. الهدف من ذلك هو خلق الانسجام والتنسيق الجيد بين المجموعة بغض النظر عن حجمها.

## عمليات الإنتشار
| اسم               | تاريخ                         | الموقع                              | تفاصيل / تعليق |
| معركة سوق الغرب   | 13 أغسطس 1989                 | سوق الغرب، جبل لبنان                | قاتل الجيش اللبناني بقيادة اللواء ميشال عون وحدات من الجيش السوري، والقوات الخاصة السورية، والفصائل الفلسطينية، والميليشيات اللبنانية المتعاونة (الحزب التقدمي الاشتراكي والحزب الشيوعي اللبناني) بعد قيام هذه الوحدات والميليشيات بشن هجوم على بلدة سوق الغرب، واعتبرت هذه المعركة واحدة من أعظم المعارك في تاريخ الجيش اللبناني. الشركة الثالثة من الفوج كانت مسؤولة عن استعادة المواقع التي فقدت في الهجوم الأول على الجانب الشرقي للمدينة، وقد شارك اللواء الثامن والعاشر في هذه المعركة. |
| عملية الضنية      | 30 ديسمبر 1999 - 6 يناير 2000 | الضنية، شمال لبنان                  | نشأت العملية بعد تعرض دورية فوج الفدائيين لكمين أسفر عن مقتل عدد من الجنود، ردت الفوج بعملية واسعة النطاق بالتزامن مع قوات الكوماندوز البحرية والفوج المحمول جواً. |
| عملية نهر البارد  | 20 مايو 2007 - 2 سبتمبر 2007  | مخيم نهر البارد للاجئين، شمال لبنان | كان الفوج الأول الذي يتم استدعاؤه للإنتشار، وقاد القتال على غالبية الجبهات. |
| معركة صيدا (2013) | 23 يونيو 2013 - 25 يونيو 2013 | صيدا                                | كان الفوج أول من يتم استدعاؤه للنشر. |

هذا الجدول لا يشمل جميع المهام